# Ласте
Ласте или ластавице (лат. Hirundinidae) су породица птица која припада реду врапчарки (лат. Passeriformes). Део су подреда правих птица певачица (лат. Passeri). Ова породица се састоји од двије потпородице: Pseudochelidoninae и Hirundininae.
Ластавице су космополитска група птица и настањују све континенте осим Антарктике. Сматра се да потичу из Африке, јер тамо живи највише врста. Такође се појављују на многим острвима. Карактеристика ових птица је њихова прилагођеност лову за храном у лету: инсекте хватају у ваздуху. Тијело им је витко, а крила уска. Кљун је кратак, а гркљан могу широко отворити. Породица обухвата oko 90 врста.
Ластавице су селице. Облик репа им је врло специфичан и по њему су добили име разни предмети, па и лептир ластин реп. Неколико врста је постало рањиво због људских активности на њиховим подручјима, али су многе друге имале користи од промјене околине и сада живе и близу људи.

## Изглед и понашање
Све ластавице имају сличан облик тијела, али се он разликује од оног других врапчарки. Прилагодиле су се ловљењу инсеката у лету развивши витко тијело са дугим шиљатим крилима, што омогућава лако маневрисање и издржљивост, као и честе периоде једрења. Такав облик тијела им омогућава врло ефикасан лет, са 49-72% мањом потрошњом енергије од врапчарки исте величине. Обично лете брзином од 30-40 км на сат, али могу достићи брзину и од 50-65 км на сат.
Као и несродне чиопе и легњеви, који лове на сличан начин, имају кратке кљунове, али снажну вилицу и широк гркљан. Тијело је дуго 10–24 cm, а тежина им је 10-60 грама. На крилима имају девет примарних летних пера. Реп се састоји од 12 пера и може бити рачваст или четвртаст. Дуг реп повећава могућност маневрисања, а дужина му се може разликовати међу половима. Женке сеоске ласте бирају мужјаке са дужим репом.
Ноге су кратке, а стопала више прилагођена стајању него ходању, јер су предњи прсти делимично спојени при бази. Ножни мишићи птица рода Pseudochelidon су снажније, али робусније од оних осталих ластавица.
Најчешћа боја перја је тамноплава или тамнозелена одозго и бијела или пругаста одоздо, често са црвеним шарама. Врсте које копају или живе на сувим или планинским подручјима често су смеђе боје. Постоји мали или никакав полни диморфизам. Моногамне су. Полажу око 5 јаја у умјереним предјелима, а два или три у тропима. Бијеле су боје, код неких брегуница са пјегама. Птићи се излежу голи и затворених очију.

## Распрострањеност
Ластавице настањују све континенте осим Антарктика. Једна се врста појављује на тихоокеанским острвима, а друга на Маурицијусу у Индијском океану. Многе имају невјероватну распрострањеност попут сеоске ласте, која се размножава на већини сјеверне хемисфере и зимује на већини јужне.
Прилагодиле су се многим стаништима. Често се виђају око воде, али се могу наћи и на априлацима, саванама, мочварама, мангровим шумама и шикарама, од нивоа мора до алпских подручја. Многе живе на фармама, па чак и у градовима. Врсте које настањују умјерене регије мигрирају у току зиме када популације инсеката значајно опадну. Тропске врсте углавном не мигрирају, али има неких које праве краће селидбе. Аристотел је сматрао да ласте, роде па чак и луње хибернирају током зиме.

## Родови
Потпородица Pseudochelidoninae:
- Pseudochelidon

Потпородица Hirundininae:
- Alopochelidon
- Atticora
- Cheramoeca
- Delichon
- Haplochelidon
- Hirundo
- Neochelidon
- Notiochelidon
- Petrochelidon
- Phedina
- Progne
- Psalidoprocne
- Pseudhirundo
- Riparia
- Stelgidopteryx
- Tachycineta
- Ptyonoprogne
- Cecropis